# Robbert-Jan van Duijn
R.J. (Robbert‑Jan) van Duijn (Kudelstaart, 28 juni 1987) is een Nederlandse theoloog, bestuurder en CDA-politicus. Sinds 3 februari 2020 is hij burgemeester van Nieuwkoop.

## Biografie

### Opleiding en loopbaan
Van Duijn behaalde in 2011 een bachelor in theologie aan de Vrije Universiteit Amsterdam en heeft tot 2016 de master gemeentepredikant aan de Protestantse Theologische Universiteit gevolgd. Hij is regelmatig actief als gastvoorganger in de Protestantse Kerk in Nederland.

### Politieke loopbaan
Van Duijn was van 2010 tot 2016 gemeenteraadslid en van 2014 tot 2016 CDA-fractievoorzitter van Aalsmeer. Van 2016 tot 2020 was hij wethouder van Aalsmeer met in zijn portefeuille Schiphol, Onderwijs, Sport, Subsidiebeleid, Ruimtelijke Ontwikkeling en Vergunningen. Tevens was hij 1e locoburgemeester.
Op 17 december 2019 werd Van Duijn door de gemeenteraad van Nieuwkoop voorgedragen als burgemeester. Op 23 januari 2020 werd hij door de minister van Binnenlandse Zaken en Koninkrijksrelaties voorgedragen voor benoeming bij koninklijk besluit. De benoeming ging in op 3 februari 2020, waarmee hij Frans Buijserd opvolgde. Hij is sindsdien de drager van de rode lantaarn als jongste burgemeester van Nederland. Op 11 januari 2022 werd Magda Jansen-van Harten als drager van de rode lantaarn de jongste burgemeester van Nederland.

### Persoonlijk
Van Duijn is geboren en getogen in Kudelstaart en woonde tot zijn burgemeesterschap samen met zijn vriendin in Aalsmeer. Hij was actief als vrijwilliger in de Samen op Weg gemeente in Kudelstaart en bij FC Aalsmeer.